# تپه گینوا ۱ و ۲
تپه گینوا ۱ و ۲ مربوط به سده‌های میانه دوران‌های تاریخی پس از اسلام است و در شهرستان کرمانشاه، بخش کوزران، دهستان سنجابی، روستای بوربور واقع شده و این اثر در تاریخ ۲۷ اسفند ۱۳۸۶ با شمارهٔ ثبت ۲۲۴۲۸ به‌عنوان یکی از آثار ملی ایران به ثبت رسیده است.